# صموئيل دانا
صموئيل دانا (بالإنجليزية: Samuel Dana)‏ هو محامي وقاضي وسياسي أمريكي، ولد في 26 يونيو 1767 في غروتون في الولايات المتحدة، وتوفي في 20 نوفمبر 1835 في الولايات المتحدة. حزبياً، نشط في الحزب الجمهوري. وقد انتخب عضو مجلس نواب ماساتشوستس وانتخب عضو مجلس النواب الأمريكي.